# Cinco (cráter)

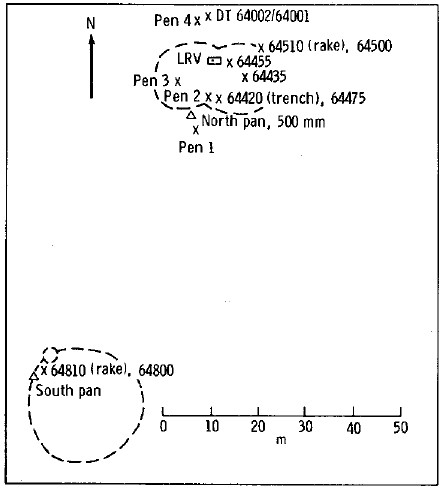
Mapa planimétrico de la Estación 4 del "Informe Científico Preliminar del Apolo 16". Las marcas X indican ubicaciones de muestras, los números de 5 dígitos son las referencias de las muestras del LRL, un rectángulo representa el rover lunar (el punto indica la cámara de TV), los puntos negros son rocas grandes, las líneas discontinuas son bordes de cráteres u otras características topográficas, y los triángulos son los puntos desde donde se tomaron panorámicas.

Cinco es un pequeño cráter lunar situado en las Tierras Altas de Descartes, visitado por los astronautas de Apolo 16. El módulo lunar Orion del Apolo 16 aterrizó entre los cráteres North Ray y South Ray el 21 de abril de 1972. Los astronautas John Young y Charles M. Duke exploraron el área entre los cráteres en el transcurso de tres EVAs utilizando un Lunar Roving Vehicle o rover. Se acercaron a South Ray en la EVA 2, situando la Estación Geológica 4 a unos 80 m al oeste del cráter Cinco.
|  |

El objetivo principal de la prospección en Stone Mountain era intentar tomar muestras de la formación Descartes, aunque todavía no está claro si las muestras tomadas pertenecían a Descartes.

## Denominación
El cráter pertenece a un grupo de cinco impactos (de ahí el nombre en español de cinco) que colectivamente se denominaron "cráteres Cinco" durante la misión Apolo 16. Los cráteres se designaron a, b, c, d y e. Tras la misión, se le dio oficialmente el nombre de Cinco al más grande de ellos (a) por resolución de la Unión Astronómica Internacional en 1973.
|  |  |

Tiene su origen en las denominaciones topográficas utilizadas en la hoja a escala 1/50.000 del Lunar Topophotomap con la referencia "78D2S1 Apollo 16 Landing Area".